# Uwe Möller (Sportschütze)
Uwe Möller (* 13. Februar 1962 in Schleusingen) ist ein deutscher Sportschütze im Wurfscheibenschießen in der Disziplin Trap.

## Leben und Karriere
Möller war Teilnehmer der Olympischen Spiele 1996 in Atlanta und nahm am Trap-Wettkampf teil, er belegte Platz 49 mit 114 von 125 geworfenen Wurfscheiben. Bei den Weltmeisterschaften 1993 in Barcelona wurde er mit der Mannschaft Dritter und Europameister in Brünn. Zwei Jahre später bei der EM in Lahti konnten sie dieses wiederholen.
1980 und 1987 wurde Uwe Möller DDR-Vizemeister und nach der Wiedervereinigung noch zweimal Deutscher Meister und einmal Vizemeister.
Heute ist Möller als Bundestrainer des Trap-Kaders beim Deutschen Schützenbund tätig.